# Felsőmislye
Felsőmislye (szlovákul: Vyšná Myšľa) község Szlovákiában, a Kassai kerület Kassa-környéki járásában.

## Fekvése
Kassától 14 km-re délkeletre, az Ósva-patak partján fekszik.

## Története
1325-ben „Felmisle” néven említik először abban az oklevélben, melyben Péter mislyei prépost átengedi az egri püspökségnek a Sajó völgyében fekvő „Keren” nevű birtokot. 1332-ben a pápai tizedjegyzék két Mislye falut említ. 1427-ben 25 portát számláltak a faluban, ami arra enged következtetni, hogy kb. 125 lakosa lehetett. 1435-ben „Kismisle”, 1456-ban „Eghaz Mysle” alakban szerepel oklevélben. Vegyes magyar-szlovák lakosságú település volt, majd a 18. századtól egyre inkább a szlovákok kerültek többségbe.
A 18. század végén Vályi András így ír róla: "Alsó, és Felső Misle. Két magyar falu Abaúj Várm. földes Ura a’ Tudományi Kintstár, lakosai katolikusok, fekszenek Kassához 1 3/4 órányira, határjok közép termékenységű, vagyonnyaik jelesek, Alsó Misle határjának egy részét az áradások járják néha."
Fényes Elek 1851-ben kiadott geográfiai szótárában így ír a faluról: „Mislye (Felső), tót-német-magyar falu, Abauj vmegyében: 705 r. kath., 45 ref., 7 zsidó lak. F. u. a tudományi kincstár.”
Borovszky Samu monográfiasorozatának Abaúj-Torna vármegyét tárgyaló része szerint: „Felső-Mislyét magyarok és tótok lakják, számszerint 765. Házainak száma 128. Az ujabb időben pusztított nagy tűzvész után megcsinosodva épült ujjá. Felső-Mislye határában szintén találtak kő- és bronzkori maradványokat. Nem messze Felső-Mislyétől egyesül a Tárcza a Hernáddal.”
A trianoni diktátumig Abaúj-Torna vármegye Füzéri járásához tartozott, ezután Csehszlovákia része lett. 1938-ban újra magyar uralom alá került, 1944-ben a 4. ukrán front csapatai foglalták el. A második világháború után a magyarokat kitelepítették.

## Népessége
| Év:            | 1994. | 2004.   | 2014.   | 2024.   |
| -------------- | ----- | ------- | ------- | ------- |
| Emberek száma: | 840   | 888     | 971     | 999     |
| Eltérés:       |       | +5,71 % | +9,34 % | +2,88 % |

| Év:            | 2023. | 2024. |
| -------------- | ----- | ----- |
| Emberek száma: | 999   | 999   |
| Eltérés:       |       | +0 %  |

1910-ben 757-en, többségében szlovák anyanyelvűek lakták, jelentős magyar kisebbséggel.
2001-ben 852 lakosából 844 szlovák volt.
2011-ben 951 lakosából 893 szlovák volt.
2021-ben 957 lakosából 905 (+1) szlovák, 4 (+1) magyar, 25 cigány, (+1) ruszin, 6 egyéb és 17 ismeretlen nemzetiségű volt.

## Nevezetességei
- Római katolikus temploma 1894-ben épült.
- A falu határában található a 13. század második felében épült régi templom romja.